# Cédric Visart de Bocarmé
Pour les autres membres de la famille, voir Famille Visart de Bocarmé.
Cédric Visart de Bocarmé, éc. (né à Schaerbeek, le 10 février 1953), est un magistrat belge, appartenant au ministère public. 

## Famille
La famille Visart obtint en 1753 l'élévation en comté des seigneuries de Bury et de Bocarmé, avec transmission du titre comtal par primogéniture.
Cédric Visart est le deuxième fils d'Alain Visart de Bocarmé (1923-2021) et de Solange de Halloy de Waulsort (°1926-2024). Son grand-père est le comte Philippe Visart de Bocarmé (1891-1986), président de la Société centrale de l'Agriculture de Belgique. Son grand oncle est Ferdinand Visart de Bocarmé (1859-1952), bourgmestre d'Émines. Son arrière-arrière-grand-père est Emile Visart de Bocarmé (1833-1919), bourgmestre de Temploux.  Le comte Amédée Visart de Bocarmé (1794-1855) fut bourgmestre de Sainte-Croix lez Bruges. De cette filiation, il ressort une tradition familiale également illustrée par d'autres membres de service public dans des communes rurales.
Cédric Visart a épousé en 1982 le professeur de droit Anne Lambert (2 décembre 1954 - 5 juillet 2013). Ils ont eu un fils, Maxime, et deux filles, Argentine et Solenne.

## Carrière
Licencié en droit de l'Université Catholique de Louvain, Cédric Visart a commencé sa carrière en 1977 comme avocat et est devenu, quatre ans plus tard, membre de la magistrature debout, d'abord comme stagiaire judiciaire à Namur puis comme substitut du procureur du Roi à Charleroi puis à Namur, spécialisé dans les matières économiques, financières et commerciales.
Il a collaboré comme conseiller pour les matières civiles et commerciales au cabinet du ministre de la justice Melchior Wathelet entre 1988 et 1990.
En 1990, il devint procureur du Roi au parquet près le Tribunal de première instance de Namur. Ce mandat fut interrompu de 1995 à 1998 lorsqu'il travailla au sein du cabinet d'un ministre de la Justice (Démocrate-chrétien) d'abord comme chef de cabinet adjoint puis comme chef de cabinet de Stefaan De Clerck (CD&V).
Fin 2004, Cédric Visart de Bocarmé a succédé, à l'âge de 51 ans, à Anne Thily comme procureur général à la Cour d'appel de Liège. Il est le plus jeune procureur général jamais arrivé à ce poste. Il fut choisi parmi huit candidats. Il a présidé le collège des procureurs généraux durant 3 années entre 2006 et 2010.
Expert en matière pénale et en management judiciaire il a été, à ce titre, envoyé par le Conseil de l’Europe  à de nombreuses reprises depuis 2009, dans les pays de l'Europe de l’Est en Tunisie et au Maroc, en Albanie et à Malte.  
Il a présidé le Conseil Consultatif des Procureurs Européens (CCPE) du conseil de l'Europe en 2015 et 2016.  
En mai 2001, il a été l'un des fondateurs de l’Union Professionnelle de la Magistrature (UPM), dont il a assuré la présidence durant 4 années. 
En décembre 2011, il quitte ses fonctions de procureur général à Liège pour devenir chef de cabinet de la ministre de l'intérieur Joëlle Milquet.
À dater du mois de septembre 2012, il revient à la magistrature en intégrant le parquet fédéral, y assurant les relations internationales.
Il a été élu en qualité de Président du Conseil Consultatif des Procureurs Européens (CCPE) du conseil de l'Europe pour les années 2015 et 2016.
Le 1er septembre 2016, il est nommé directeur du service d'appui du ministère public pour un mandat de 5 ans. 
Il a exercé des fonctions de chargé de cours en droit administratif, droit pénal et procédure pénale entre 1992 et 2012.
Il est, depuis 1991, membre du Rotary Club de Namur et en a été le président en 2002-2003.
Il est, depuis 2014, président de la Société Archéologique de Namur (SAN).
Il est Administrateur de la fondation « Child Focus » depuis le 1er janvier 2014.
Le 21 janvier 2022, il et élu en qualité de Président du conseil d'administration de l'Université de Namur pour un mandat de 4 années.